# Марс-96
«Марс-96» — російська автоматична міжпланетна станція, призначена для дослідження Марса. Станцію запущено 16 листопада 1996 року за допомогою ракети-носія «Протон». Через відмову розгінного блока станцію не вдалося вивести на відлітну траєкторію, і вона зруйнувалася при вході в атмосферу Землі через 5 годин після запуску. Причину збою розгінного блока з'ясувати не вдалося, оскільки телеметрія на цьому етапі польоту не застосовувалася.
В конструкції космічного апарата використано напрацювання зі станцій «Фобос», при цьому розробники намагалися врахувати недоліки, які не дозволили «Фобосам» повністю виконати дослідницьку програму. Завдання «Марса-96» була амбітним: найважчий міжпланетний апарат з будь-коли запущених (маса на старті 6825 кг, з них 550 кг припадало на наукову апаратуру) мав передове наукове обладнання, зокрема й зарубіжне (серед учасників проєкту — Франція, Німеччина, Велика Британія, Фінляндія, США, Італія, Бельгія, Болгарія, Австрія).
До складу міжпланетної станції входили:
- Орбітальний апарат, що здійснює переліт до Марса і потім виходить на орбіту штучного супутника Марса. На ньому розташовувалося 25 наукових приладів. Він мав доставити до планети чотири малих посадочних модулі.
- Дві малі автономні станції, що мали здійснити посадку на поверхню Марса. Склад наукової апаратури: панорамна камера, мас-спектрометр, альфа-спектрометр, гамма-спектрометр, лазерний спектрометр, спектрофотометр, магнітометр, мікротонометр, сейсмометр, метеорологічний датчик.
- Два пенетратори (ударних проникливих зонди), що заглиблюються в ґрунт, з 10 науковими приладами на кожному.

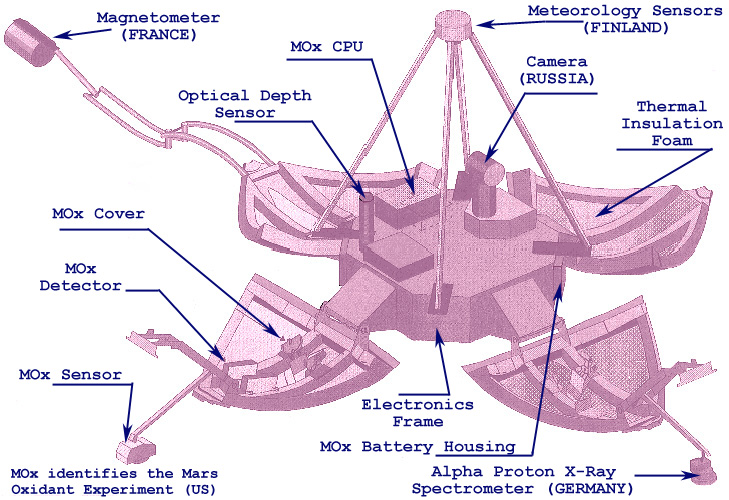
Мала автономна станція
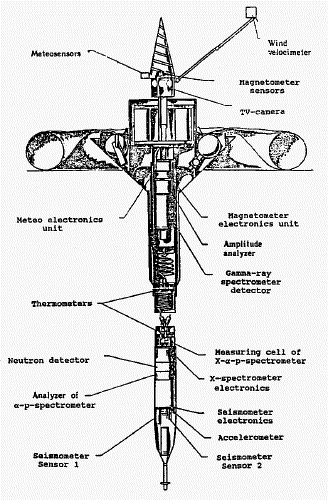
Пенетратор (ударний проникливий зонд)

Планувалося, що АМС досягне Марса 12 вересня 1997 року близько 11:43 GMT, через 299 діб 14 годин після запуску. За 3—5 днів до прибуття від апарата мали відокремитися малі автономні станції і пенетратори. Орбітальний апарат і пенетратори були розраховані на 1 рік роботи, автономні станції — на 2 роки.

## Місії, засновані на «Марсі-96»
Низка наступних місій ґрунтується на технологіях «Марса-96», наприклад, місія Європейського космічного агентства Mars Express (запущена в 2003 році), NetLander (скасована) і її наступниця MetNet (планувалась до запуску в 2012—2019 роках). Обладнання «Марса-96» використовувалося в експериментах «Марс-500».